# خوليتا بينتو
خوليتا بينتو (بالإسبانية: Julieta Pinto)‏ (31 يوليو 1922، سان خوسيه في كوستاريكا)؛ كاتِبة وروائية كوستاريكية. درست في جامعة باريس.